# Billund
Pour la commune, voir Billund (commune).
Billund est une ville du Danemark. Administrativement, elle relève de la commune de Billund, qui comprend également la ville voisine de Grindsted, et de la région du Danemark du Sud. En 2019, la ville comptait 6 593 habitants.
Le siège de l’entreprise Lego ainsi que le parc d'attractions Legoland Billund et la maison Lego House sont situés dans cette commune. Billund comprend aussi deux autres musées comme le Teddy Bear Art museum et le Skulpturpark Billund. Billund possède également un aéroport (code AITA : BLL).

## Jumelage
- Hohenwestedt (Allemagne)